# Хайнценберг (Кирн)
Хайнценберг (нем. Heinzenberg) — община в Германии, в земле Рейнланд-Пфальц.
Входит в состав района Бад-Кройцнах. Подчиняется управлению Кирн-Ланд. Население составляет 27 человек (на 31 декабря 2010 года). Занимает площадь 1,96 км².